# Arriba España (periódico)
Arriba España fue un periódico español editado en Pamplona durante el gobierno franquista, dentro de la Prensa del Movimiento. El nombre de la publicación procedía del grito «¡Arriba España!», un lema patriota que se asociaba al ideal falangista. En sus primeros tiempos acuñó el lema «Por Dios y el César».

## Historia
El diario nació en el verano de 1936, poco después del estallido de la guerra civil española. El periódico La Voz de Navarra —órgano de expresión del Partido Nacionalista Vasco (PNV) en la región— había sido incautado por Falange Española de las JONS el 20 de julio; en estas instalaciones editaría la Falange un nuevo diario, Arriba España. Su primer número vio la luz el 1 de agosto de 1936. Editado originalmente bajo el subtítulo Hoja de Combate de F.E. de las J.O.N.S, se configuraría como el órgano de expresión de Falange en Navarra. Con el tiempo, acabaría convirtiéndose en una de las principales publicaciones falangistas de la zona sublevada. La dirección del nuevo periódico recayó en el clérigo pamplonés Fermín Yzurdiaga, así como en el periodista y escritor pamplonés Ángel María Pascual.
El Arriba España fue el primer periódico diario con que contó la Falange. Fue pionero como publicación difusora de la ideología falangista en la zona sublevada tras el inicio de la guerra. En su línea editorial, además, se manifestaron planteamientos antimarxistas, pero también antisemitas y antimasónicos.
En su primer ejemplar quedaba claro el ideario del mismo:

¡Camarada! Tienes obligación de perseguir al judaísmo, a la masonería, al marxismo y al separatismo. Destruye y quema sus periódicos, sus libros, sus revistas, sus propagandas. ¡Camarada! ¡Por Dios y por la Patria!.

En noviembre de 1936, tras la proliferación de las hogueras, desde las páginas de la publicación tuvo que pedirse mesura y que se respetase a las bibliotecas privadas. No obstante, a medida que avanzó la contienda el diario mantuvo la dialéctica de los primeros días. El 25 de mayo de 1937 declaró:

No vamos a crear campos de concentración para vagos y maleantes políticos. Para masones y judíos. Para los enemigos de la Patria, el Pan y la Justicia. Vamos a levantar cabeza y ser mejores que ellos.

Yzurdiaga y Pascual serían los artífices del periódico, aunque a lo largo de la contienda entrarían a colaborar en Arriba España un gran número de escritores y poetas del bando sublevado, como fue el caso de Pedro Laín Entralgo, Dionisio Ridruejo o Eugenio d'Ors, entre otros. Muchos de los que colaboraron con el diario también lo hicieron con la revista Jerarquía —la «Revista negra de la Falange»—, que al igual que el periódico también era dirigida por Fermín Yzurdiaga. Tras la Guerra Civil el diario Arriba España continuó como divulgador de las consignas del falangismo. Durante la dictadura franquista pasó a formar parte de la cadena de Prensa del Movimiento.
No obstante, con el paso de los años el diario fue perdiendo lectores y entró lentamente en una fuerte decadencia respecto a su época anterior. Para 1974 el diario acumulaba unas pérdidas superiores a los doce millones de pesetas. Un año después, en 1975, la mala coyuntura económica del periódico llevó a Emilio Romero —en aquel momento delegado nacional de Prensa del Movimiento— a tomar la decisión de clausurar el Arriba España. El 1 de julio de 1975 publicó su último número.

### Colaboradores
Además de Fermín Izurdiaga y Ángel María Pascual, entre los directores, redactores y colaboradores de la publicación participaron autores como Eugenio d'Ors, Pedro Laín Entralgo, Dionisio Ridruejo, Antonio Tovar, Justo Pérez de Urbel, Rafael García Serrano, Agustín Espinosa, Román Oyarzun Oyarzun, Ernesto Giménez Caballero, Eugenio Montes, Luis Rosales, Manuel Iribarren, Gonzalo Torrente Ballester, Martín Almagro Basch, Luis Felipe Vivanco, etc.